# Fennica Gehrman
Fennica Gehrman — финское нотное издательство, основанное в 2002 году, дочернее предприятие шведской компании Gehrmans Musikförlag. Fennica Gehrman специализируется на классической музыке. Среди прочего, в 2007 году издательство приобрело права на каталог классической музыки, прежде принадлежавшей Edition Fazer и Warner/Chappell Music Finland. В 2006 году к Fennica Gehrman также перешли издания Edition Love.